# Martello di London

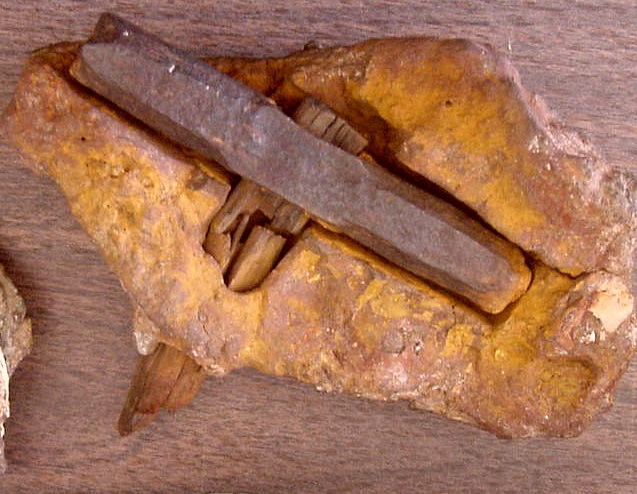
Reperto del Martello di London.

Il Martello di London è un martello in ferro e legno trovato nel 1936 a London, una cittadina del Texas, negli Stati Uniti, e successivamente proposto da alcuni creazionisti come un OOPArt, cioè un "manufatto fuori luogo". A dispetto delle affermazioni dei creazionisti tutti gli elementi oggi disponibili consentono di identificare il reperto come un manufatto del XIX secolo.

## Ritrovamento
Nel giugno 1936, due escursionisti, un tale Max Hahn e sua moglie, trovarono un pezzo di legno che sporgeva da un blocco di arenaria, separato dalle formazioni rocciose circostanti, lungo il Red Creek di London. Dieci anni dopo, nel 1946/1947, il figlio della coppia, rompendo il nodulo, vi trovò il martello parzialmente inglobato al suo interno. Il martello fu venduto dalla famiglia Hahn ad un esponente del movimento creazionista, Carl E. Baugh, nel 1983.

### La tesi di Baugh e dei creazionisti
Carl E. Baugh e altri creazionisti hanno affermato che il blocco, e conseguentemente il martello al suo interno, avrebbe dai 500 ai 300 milioni di anni circa (dal periodo Cambriano al Carbonifero), cosa che tuttavia contrasta col fatto che le rocce di Red Creek siano databili al basso Cretaceo (110-115 milioni di anni fa). Inoltre, la datazione basata sull'analisi litografica delle rocce circostanti l'oggetto è poco indicativa, in quanto vi sono casi ben noti in cui alcuni sedimenti si sono induriti intorno ad un oggetto inglobandolo in pochi decenni .
A sostegno della tesi che non si tratterebbe di un falso, i creazionisti presentano esami svolti dai Batelle Laboratories di Columbus, Ohio, che avrebbero stabilito che il metallo di cui è composta la "testa" è una lega composta al 96,6% di ferro, al 2,6% di cloro e allo 0,74% di zolfo. Baugh ha affermato che questa lega sarebbe impossibile da ottenere con procedimenti moderni e frutto di metallurgia avanzata, ma senza sostenere questa affermazione con delle prove.
Secondo Baugh, è grazie a tale composizione che il metallo non risulterebbe essere né corroso, né arrugginito. Infatti, secondo i sostenitori della genuinità del reperto, anche una piccola abrasione, effettuata poco dopo la scoperta per sottoporlo ad un'analisi, non avrebbe mai subito processi né di corrosione, né di ossidazione (ruggine). Tuttavia la fotografia che dovrebbe corroborare questa affermazione, in un sito "creazionista", presenta invece un oggetto arrugginito sia sull'abrasione che altrove.
Una tomografia a raggi X realizzata dal laboratorio Texas Utilities nel 1992, ha mostrato l'assenza di bolle e di variazioni di densità nella testa. Anche questo fatto, assolutamente normale per colate realizzate con altiforni moderni, ha spinto Baugh a pensare a una "metallurgia avanzata" posseduta da ipotetiche popolazioni antidiluviane.

## Manufatto recente
Nel 1985 il ricercatore NCSE (National Center for Science Education) John Cole ha potuto analizzare con metodologie scientifiche tradizionali il reperto, arrivando alla conclusione che la roccia è autentica e probabilmente del periodo Ordoviciano, ed ha ipotizzato che parte del materiale della roccia sedimentaria ordoviciana, composta principalmente da carbonato di calcio (calcareo) solubile, si è liquefatto e quindi risolidificato attorno al martello Inglobandolo, in un processo che può essere durato un centinaio di anni o anche solo qualche decina di anni, analogamente a quanto accade per le stalattiti che a volte inglobano materiali recenti mentre crescono. Formazioni calcaree che si solidificano rapidamente sono state osservate ad esempio in atolli coralliferi nel Pacifico dove manufatti risalenti alla Seconda Guerra Mondiale sono oggi inglobati nella matrice calcarea; la dissoluzione di alcuni minerali e la loro successiva risolidificazione è un fenomeno ordinario che può accadere comunemente.
Tra il 1997 ed il 1999 fu pubblicato sul sito web di David Lines (un supporter delle ipotesi di Baugh) che "recentemente" era stato effettuato il test carbonio-14 sul manico in legno, che aveva rilevato datazioni non conclusive tra i 0 e i 700 anni, senza però fornire fonti, prove o altre informazioni sul come e dove fu eseguito il test, asserendo al riguardo che probabilmente il reperto era stato contaminato con materiale più recente.
Tutti gli elementi di valutazione disponibili portano a concludere che il martello sia un manufatto moderno. Sia le fattezze dell'oggetto, sia il fatto che non sono presenti aloni di diffusione delle particelle metalliche che avrebbero dovuto prodursi nella roccia in milioni di anni, sia la mancata pietrificazione del manico di legno del martello portano a tale conclusione.
La forma della testa del martello è molto simile a quella dei martelli diffusi negli Stati Uniti tra il XIX e il XX secolo.
La congettura attualmente considerata, ipotizza che il martello sia stato gettato o perso in una crepa di una roccia da un lavoratore locale, forse un maniscalco (il martello è del tipo di quelli utilizzati per ferrare i cavalli nel XIX sec.), negli ultimi 200 anni, e per fenomeni naturali sia stato inglobato in un nodulo di pietra calcarea.
Nonostante quindi le instanze dei sostenitori della "datazione antica", non esiste nessuna prova che il reperto sia antico di milioni di anni; esistono invece una serie di elementi che portano a qualificare la "datazione antica" del martello di London, come una possibile errata interpretazione. L'oggetto quindi non sarebbe un falso, non sarebbe stato forgiato  deliberatamente con inganno, ma soltanto mal interpretato.